# François Cretté-Palluel
François Cretté-Palluel (Drancy, 31 de março de 1741 – Pierrefitte, 29 de novembro de 1798) foi um político e agrônomo francês.

## Biografia
Nascido em Drancy-les-Noues de uma família de agricultores, passando muito tempo em Paris, mas voltando frequentemente para sua família, fortalecendo assim seu gosto pela agricultura, seu pai, François Cretté, confiou-lhe a gestão do cultivo de suas terras de Dugny e Le Bourget, perto de Paris, quando tinha 17 anos.
Sua esposa também contribui para o aprimoramento da arte da agricultura. Ele mesmo, em seus domínios, realiza trabalhos de secagem (seguindo os métodos de Bradley); muitos vêm para observar os resultados. Distingue-se também por várias plantações, incluindo prados artificiais, e pela eliminação de pousios. Em 1785, recebeu uma medalha de ouro da Sociedade Agrícola de Paris, como recompensa por seu trabalho, e tornou-se sócio em 1787, o que fez com que seu zelo fosse redobrado, tornando sua fazenda palco das experiências dessa sociedade.
Alinha as plantas com o solo, dá importância às plantas rasteiras e pivotantes; escalona os períodos de semeadura, permitindo o fornecimento constante de forragem. Antes de ser membro da Sociedade, cultivava em prados artificiais apenas trevo e alfafa, mas depois interessou-se mais por nabos, chicória selvagem. Se vários agrônomos têm questionado esse uso da chicória silvestre como forragem verde, não é o caso de Arthur Young, que aponta que “Se um homem não tivesse feito mais nada durante sua vida, seria suficiente para provar que ele não viveu em vão. Também deu grande impulso ao cultivo da batata, chegando a criar um arado que facilitava seu cultivo.
Foi sucessivamente deputado à Assembleia Legislativa, administrador do departamento de Paris, depois juiz de paz em Pierrefitte.
Ele está enterrado no cemitério Hazeret em Dugny.

## Publicações
- « Mémoire sur les avantages et l'économie que procurent les racines employées à l'engrais des moutons à l'étable », Mémoires d'Agriculture, Trimestre d'été, 1788 p. 17-23, texte intégral sur Gallica.
- Mémoire sur l’amélioration des biens communaux, les desséchements des marais, le défrichement des terres incultes et la replantation des bois, Paris : Impr. royale, 1790, in-8°, 32 p.
- Mémoire sur le dessèchement des marais, et particulièrement sur ceux du Laonnois, Paris, 1789, in-8°
- Formulaire des propriétaires, Paris, 1790, in-8°
- Traité sur les prairies artificielles. Extrait des Mémoires de la Société d’Agriculture de Paris, et des auteurs modernes les plus estimés. Augmenté de la culture de dix plantes qui ne se trouvent pas dans Gilbert. On y a joint la description d’une machine simple, indispensable dans les grandes exploitations, avec laquelle on coupe facilement soixante boisseaux de racine par heure, Paris, 1801, in-8°, V-360 p.